# 工場の出口
『工場の出口』（こうじょうのでぐち、フランス語: La Sortie de l'usine Lumière à Lyon）は、1895年に公開された短編モノクロ無声ドキュメンタリー映画である。製作・監督はルイ・リュミエール。世界初の実写商業映画である。

## あらすじ
この映画は労働者たちが、リュミエールの工場から出てくるシーンのみで構成されている。労働者たちは大抵女性であり、その日の仕事を終えた人々がフランスのリヨン周辺にある大きな建物から出てくる様子が撮影されている。
この映画には3つの異なるバージョンが存在し、それらの間には多くの異なる点がある。例えば人物の服装が変化していることから、バージョンによって撮影された季節が異なることが分かっている。これらは最初の2つのバージョンにカーテン付きの馬車が登場する（オリジナルでは一頭の馬が、最初にリメイクされたものでは二頭の馬が馬車を牽いている）ことから、それぞれ「一頭の馬」「二頭の馬」「馬がいない」バージョンと呼ばれる。

## 製作
この50秒ほどの映画は、ルイ・リュミエールによってフランスのリヨンで撮影された。この映画は「シネマトグラフ」と呼ばれる、撮影だけでなく現像・映写も可能なカメラの収入によって撮影された。この映画は1895年12月28日にパリのBoulevard des CapucinesにあるGrand Caféで、他の9つの短編映画とともに上映された。
初期のリュミエールの映画は35mmフィルムで製作され、画面アスペクト比は1.33:1、毎秒16フレームであった。これで50秒間上映するとフィルムの長さは17m、全部で800フレームとなる。